# Frances Alice Kellor

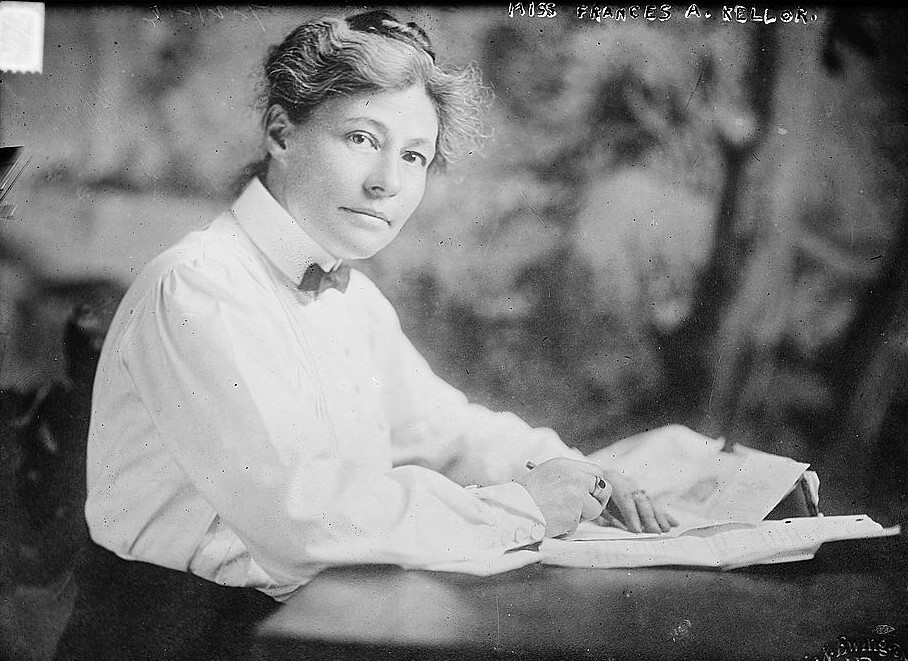
Frances Kellor um 1910

Frances Alice Kellor (* 20. Oktober 1873; † 4. Januar 1952) war eine US-amerikanische Soziologin und Sozialreformerin.

## Biografie
Frances Kellor wuchs in Columbus, Ohio, und später in Michigan in ärmlichen Verhältnissen auf, ihre Mutter war alleinerziehend.
Sie studierte an der University of Chicago. Hier befasste sie sich mit der Kriminalsoziologie, insbesondere mit den Werken Cesare Lombrosos. Ihre Forschung widersprach der These Lombrosos, dass erbliche Veranlagung oftmals die Ursache für Kriminalität sei, und legte nahe, dass Kriminalität auf Umweltbedingungen zurückzuführen sei.

## Schriften

### Bücher
- Experimental Sociology: Descriptive and Analytical (1901)
- Out of Work (1904) with Gertrude Dudley
- Athletic Games in the Education of Women (1909)
- Notaries Public and Immigrants (1909)
- Straight America: A Call to National Service (1916)
- Immigration and the Future (1920)
- The Federal Administration and the Alien (1921)

### Artikel
- "Arbitration and the Legal Profession" (undated)
- "Sex and Crime" in International Journal of Ethics (October 1898)
- "Immigration and Household Labor" in Charities (1904)
- "Where Slave Girls are Sold" in The New York Herald (February 14, 1904)
- "Emigration From the South – The Women" in Charities (October 1905)
- "The Immigrant Woman" in The Atlantic Monthly (September 1907)